# 신동아그룹
신동아그룹(영어: Shindongah Group)은 1999년 해체된 대한민국의 기업 집단이다.
1953년 최성모를 창업자로 하는 조선제분이 시초이다. 이후 계열사가 계속 확장하였다. 1969년 부도 위기에 몰려있던 대한생명보험을 인수하였다. 1985년 63빌딩을 준공한다. 1989년 신동아건설 등 4개의 기업으로  계열을 분리(신아그룹)하였다.
1997년 이후 그룹의 구성은 다음과 같다. 대한생명보험, 신동아화재해상보험 2개 보험사가 주가 되었다. 그리고 63빌딩내 관광안내와 식당 등의 레져업체를 운영하는 대생기업, 63빌딩 건물을 관리하는 대생개발, 밀가루 가공업과 원양수산업체인 동아제분, 염료업체인 태흥산업, 금융업체인 대생상호신용금고, 에스에이인터내셔널 등으로 구성되었다.
대한민국에 외환 위기가 발생한 뒤 1999년 8월 대한생명보험이 부실금융기관으로 지정되며 그룹이 해체되었는데 첫 모체 진로그룹의 경영난으로 어려움을 겪어 온 GTV 인수 물망에 한때 거론됐으나   무산됐다. 이 후 63빌딩과 대한생명보험, 신동아화재해상보험은 한화그룹에 인수되었다. 동아제분은 사조그룹에 인수되었다.
한편, 신동아건설이 1989년 4월 신아그룹으로 분리되는 과정에서 그룹 계열사였던 태흥산업 공영사 한국콘티넨탈식품이 신아그룹으로 합류했는데 신동아건설은 1989년 4월 유상근 대표에 의해 신아그룹으로 계열분리됐음에도 사실상 계열사처럼 운영됐다가 2001년 9월 일해토건에 매각됐으며 태흥산업은 2001년 11월 김영관 등 5명에게 매각되어 아폴로태흥산업이 됐다가 2008년 1월 폐업했고 공영사는 2001년 4월 충일아스콘으로 매각됐으며 한국콘티넨탈식품은 1999년 폐업했다.
아울러, 1998년 6월 한일약품을  우대규 가문으로부터 인수했으나 최순영 그룹 회장이 1996년 미국에 유령회사 스티브영을 차린 뒤 문서를 허위로 작성해 국내 4개 은행으로부터 1억 8500만 달러를 대출받고 이 중 2000만 달러를 제외한 나머지를 빼돌린 혐의로 1999년 2월 구속된 데 이어    '옷로비 사건'으로 인해 그룹이 해체되자 2000년 8월 우리사주조합으로 넘어갔다가  2004년 6월 CJ에 인수됐지만 2006년 11월 CJ에 합병됐는데 1998년 4월 15일 회사 직원을 사칭한 인물이 "외국계 회사에 넘어갔다"는 괴문서를 돌려  같은 달 16~17일 이틀 동안 크게 주주가가 올랐지만 당시 대주주였던 우정익 대표이사 사장이 인수협상을 추진하면서 본인이 가진 주식 16여만주를 비싼 값에 팔아치운 사실이 뒤늦게 드러나자  4월 17일 밤 "인수협상이 결렬됐다"는 공시가 뒤늦게 알려졌으며 괴문서가 나돈 직후부터 대한생명이 한일약품 주식을 대량으로 사모으기 시작해 의혹이 증폭됐고 우정익 전 대표이사와 최순영 신동아그룹 회장이 한일약품 주식을 대량 거래하고도 신고하지 않았다가 1999년 6월 말 금융감독원에 의해 검찰 고발 및 통보조치를  당하기도 했으며 한일약품은 우대규 창업주가 갑작스런 중풍 때문에 건강이 나빠져 큰아들 우정익씨에게 경영을 물려주면서  꼬이기 시작했는데 아버지(우대규 회장)로부터 경영을 이어받았던 우정익 사장은 젊은 나이에 해외유학파로서 회사 전통을 깨고 외부인사로 마케팅 조직을 새로 짜는 등 공격적인 경영을 폈으나 IMF 위기를 넘기지 못했다.

## 최순영회장의 기업 인수
1970년대 초반 이후락 전 정보부장이 대한프라스틱을 경영한 부친 최성모 창업자를 중앙정보부에 3일 동안 감금한 후 백지위임장을 강요해 회사를 빼앗은  충격 탓인지  최성모 창업자 부친이 울화병을 얻어 1976년   사망하자 최순영은 기업의 운영권을 맡게 되었는데 대한프라스틱과 또다른 해당 그룹(신동아) 계열사 공영화학공업 등 그 당시 전국에 위치한  5개 플라스틱 제조회사는 모두 한국프라스틱으로 통폐합됐고  한국프라스틱은 뒷날 한국화약그룹에 넘어갔는데 이후락 전 정보부장은 김종희 한국화약그룹 창업주와 사돈지간이었다.

## 이전 계열사
- 동아제분 : 2000년 한국제분에 매각한 후 2008년에 SCF에 역합병되어 동아에스에프를 거쳐 동아원이 됐다가 2016년 사조그룹에 매각 됨.
- 신동아건설 : 1989년 4월   유상근 대표에 의해 신아그룹으로 계열분리됐음에도 사실상 계열사처럼 운영됐다가 2001년 9월 일해토건에 매각됨[20].
- 콘티넨탈식품 : 1988년 4월  성남 빵공장이 노사분규로 인해 시장에서 퇴출[21] 된 데다 같은 그룹 계열사였던[22] 신동아건설이 1989년 4월 신아그룹으로 분리되는 과정에서 신아그룹으로 합류했고 1999년 10월 폐업.
- 태흥산업 : 같은 그룹 계열사였던[23] 신동아건설이 1989년 4월 신아그룹으로 분리되는 과정에서 신아그룹에 합류했으며 2001년 11월 김영관 등  5명에게 매각되어 아폴로태흥산업이 됐다가 2008년 1월 폐업[24].
- 공영사 : 같은 그룹 계열사였던[25] 신동아건설이 1989년 4월 신아그룹으로 분리되는 과정에서 신아그룹에 합류했고 2001년 4월 충일아스콘으로 매각됨[26].
- 대성목재공업 : 1978년 5월 효성그룹에 매각된 후[27] 1986년 1월 유원건설[28], 1995년 6월 한보그룹을 거치다가[29] 1997년 1월 한보사태 후[30]  법정관리를 거쳐 2000년 9월 동화기업에[31]  매각됨.
- 공영화학공업: 1972년 한국화약그룹에 매각된 후 그 해 12월 한국화성공업에[32]  합병됨.
- 대한플라스틱공업: 옛 대한생명 계열사로 공영화학공업과 같음.
- 부산수산냉동 : 1975년 7월 동아제분에[33]  합병됨.